# Танець лева

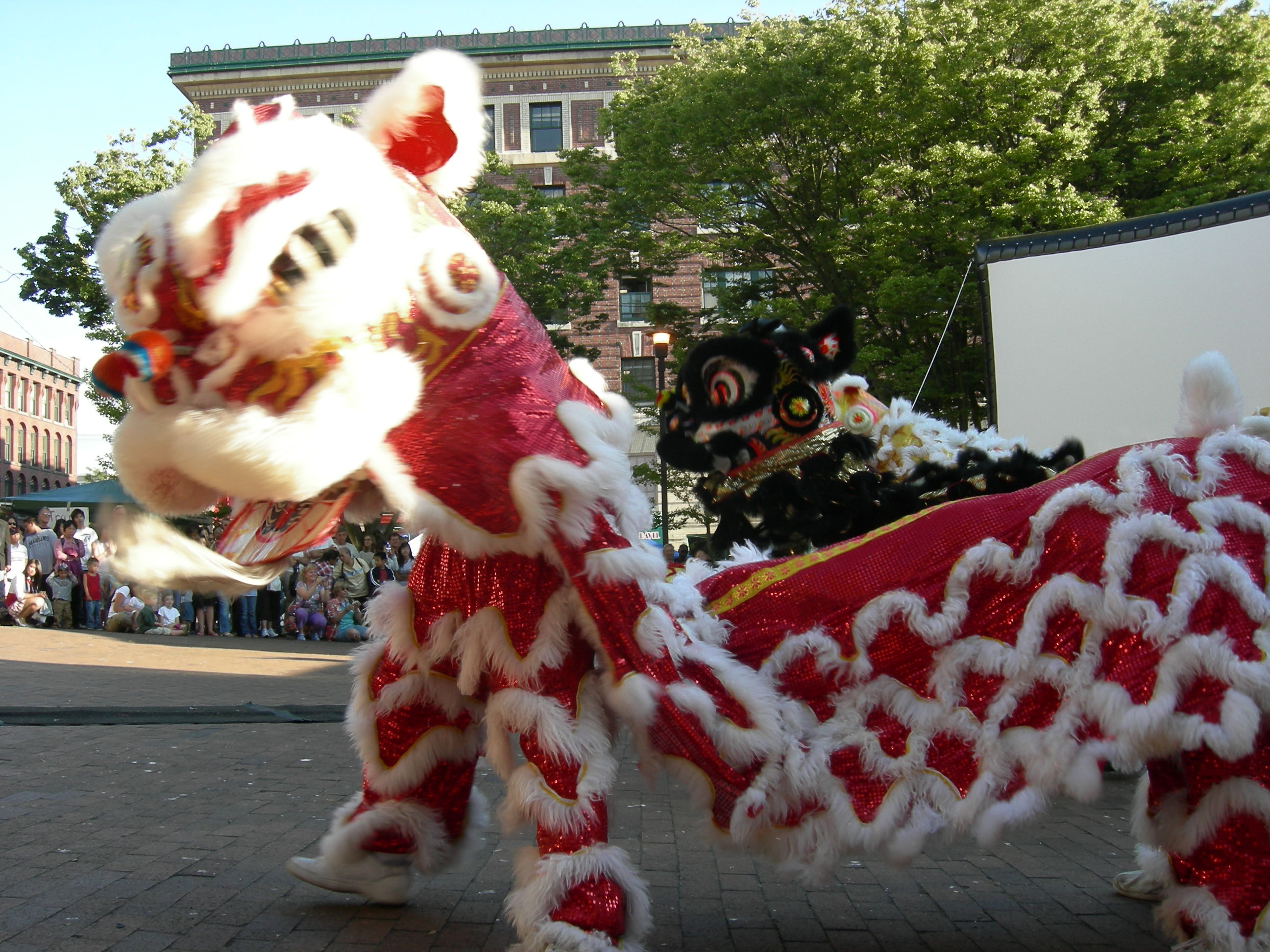
Танець лева: Сієтл, США

Танець лева (кит. 舞獅|舞狮 wǔshī (у ши)) — один з традиційних танців в китайській культурі. Являє собою фігуру лева, якою керують двоє людей, що знаходяться всередині фігури. Базові рухи танцю можуть бути знайдені в більшості китайських бойових мистецтв.
Як і танець дракона, танець лева традиційно виконується на різних святах і фестивалях, найзначніший з яких — Китайський Новий рік, широко святкується китайською громадою по всьому світу.

## Північний Китай
На півночі Китаю леви зазвичай виходять парою, червоний бант на голові при цьому зазначає самця, а зелений — самку. Іноді леви з'являються родиною, коли до пари дорослих додається пара менших левів.

## Південний Китай

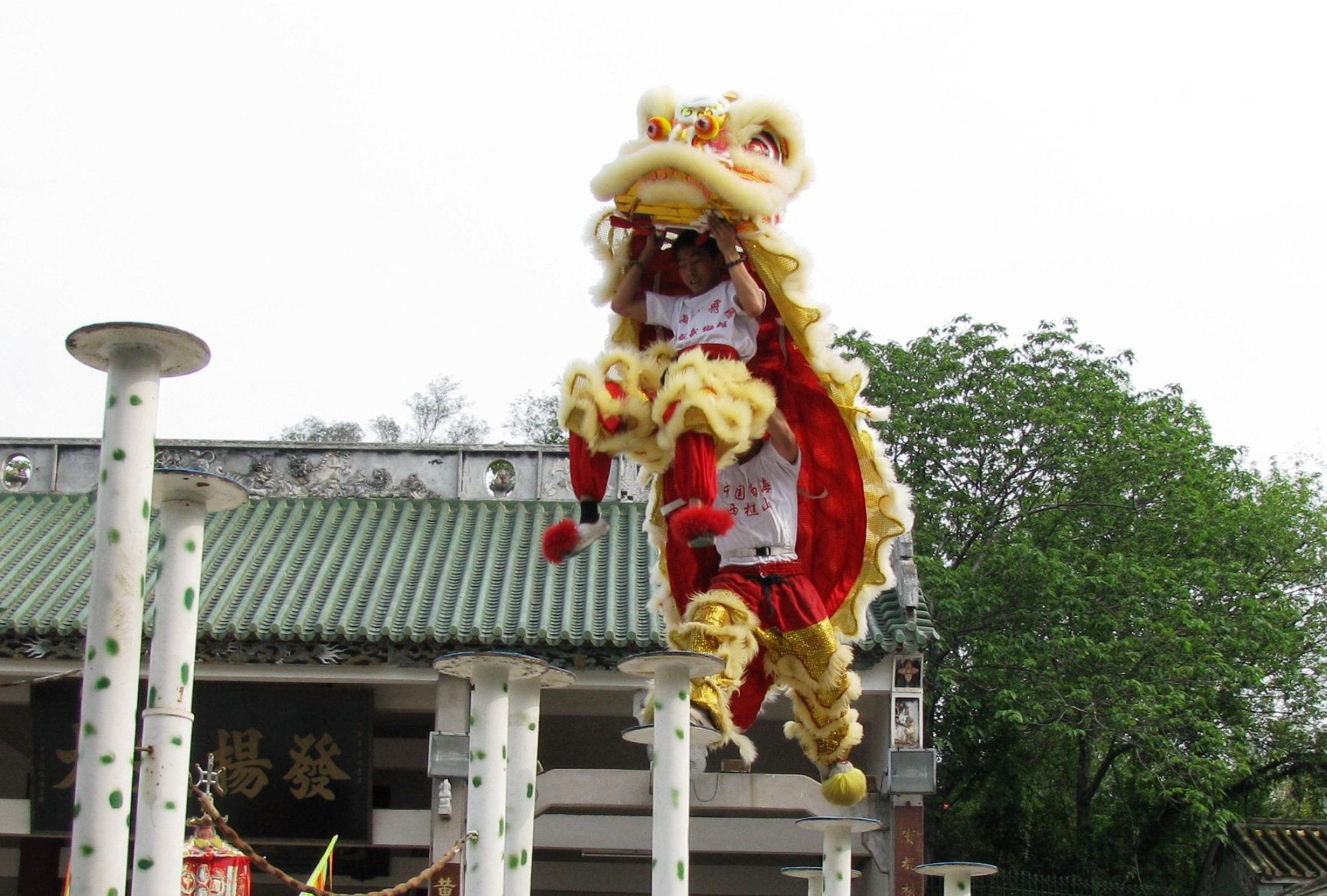
Танець лева: Гуандун, Китай

На півдні Китаю танець більш символічний. Вистава традиційно використовується для відлякування злих духів і залучення удачі. Також, південний лев помітно відрізняється: тут використовується ширше розмаїття квітів, голова більш чітко відокремлена від тіла, очі — великі, до чола прикріплено дзеркало (вважається, що демони злякаються свого зображення), в центрі голови також є ріг. Лев має безліч різних стилів і варіацій, досить традиційною є участь у танці трьох левів. Танець південного лева бере свої джерела з Гуандуна.

## Тайвань

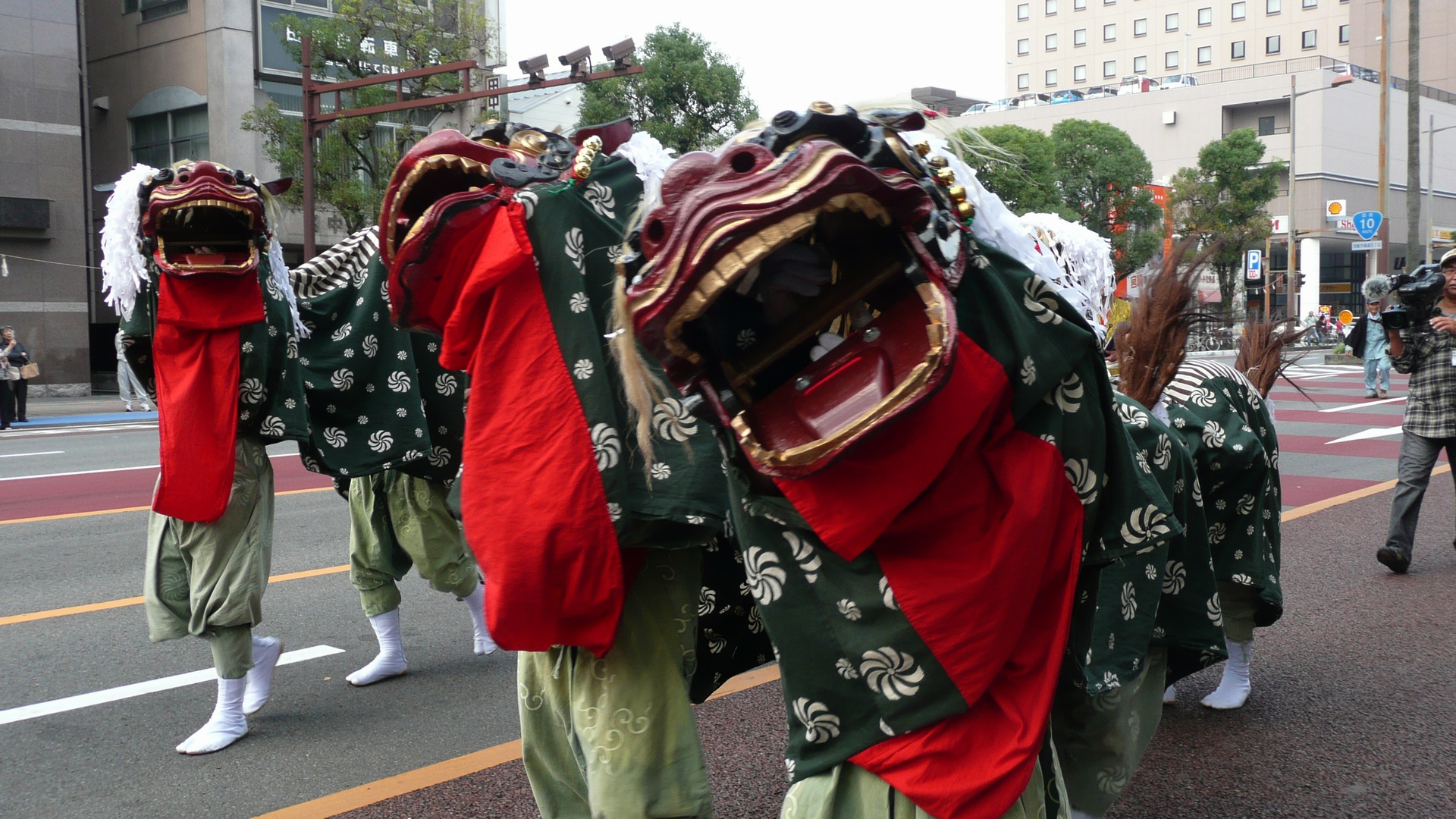
Танець лева, Японія

Тайванський танець лева більш наближений до бойових мистецтв. Лев тут простішої конструкції, на відміну від південнокитайського лева, очі і рот у нього зазвичай не можуть відкриватися і закриватися. Є також відмінності у виході лева і музиці.

## В'єтнам, Корея, Японія, Малайзія

Танець лева, Малайзія

У В'єтнамі, Кореї, Японії та Малайзії також існує традиція танцю лева. Самі леви сильно різняться не тільки від регіону до регіону, але і від школи до школи. В Японії левом може управляти як одна, так і два людини, корейським левом іноді керують і троє.
По-в'єтнамськи танець називається «муа лан-ши-ронг» Múa lân-sư-rồng, по-корейськи — «саджахум», кор. 사자춤, 獅子 춤, по-японськи — «сісімай» (獅子舞).
Китайці в Малайзії вірять, що танець лева виганяє духів, приносить удачу і добробут. Тому уявлення танцю часто влаштовуються в період святкування Китайського нового року в офісах, магазинах, ресторанах тощо.